# Manning (Iowa)
Manning è una città degli Stati Uniti d'America, situata nello Stato dell'Iowa, nella contea di Carroll.